# Chris Dawes
Christopher Dawes (ur. 31 maja 1975 w Kingston) – jamajski piłkarz grający na pozycji środkowego obrońcy lub defensywnego pomocnika.

## Kariera klubowa
Piłkarską karierę Dawes rozpoczął w klubie Galaxy, w barwach którego zadebiutował w Jamaican National Premier League. Następnie grał w belgijskim czwartoligowym zespole SVD Handzame, a potem wrócił do Galaxy. W 2000 roku Jamajczyk wyjechał do Stanów Zjednoczonych i przez rok był zawodnikiem klubu Major League Soccer, Colorado Rapids. W drużynie tej był na ogół rezerwowym i wystąpił w 16 spotkaniach ligowych. Następnie wrócił na Jamajkę. Grał w Hazard United, który z czasem zmienił nazwę na Portmore United. W 2003 roku został z nim mistrzem kraju, a także wywalczył Puchar Jamajki. Karierę piłkarską zakończył w 2006 roku.

## Kariera reprezentacyjna
W 1998 roku Dawes został powołany przez selekcjonera René Simõesa do reprezentacji Jamajki na Mistrzostwa Świata we Francji. Tam zagrał w dwóch spotkaniach "Reggae Boyz": przegranym 0:5 z Argentyną oraz wygranym 2:1 z Japonią. Ostatni mecz w kadrze rozegrał w 2001 roku przeciwko Kostaryce. Ogółem w drużynie narodowej wystąpił 66 razy i zdobył 1 bramkę.